# Inmunógeno
Un inmunógeno es un antígeno o cualquier sustancia que pueda estar específicamente unida por componentes del sistema inmune (anticuerpos, linfocitos). El término antígeno surge de su capacidad para inducir la generación de anticuerpos (antígeno = generación de anticuerpos). A pesar de que todos los antígenos son reconocidos por linfocitos específicos o por anticuerpos, no todos los antígenos pueden provocar una respuesta inmune. Se dice que los antígenos que son capaces de inducir una respuesta inmune son inmunogénicos y se denominan inmunógenos.
Un inmunógeno es cualquier antígeno que es capaz de inducir una respuesta inmune humoral y/o celular en lugar de tolerancia inmunológica. Esta capacidad se llama inmunogenicidad. A veces, el término inmunógeno se usa indistintamente con el término antígeno. Pero solo un inmunógeno puede provocar una respuesta inmune.
Generalmente, ambas son sustancias que son capaces de generar anticuerpos (antígeno) o estimular respuestas inmunes (inmunógeno). 
Podemos definir un inmunógeno como un antígeno completo que está compuesto por el portador macromolecular y los epítopos (determinantes) que pueden inducir la respuesta inmune.
Un ejemplo explícito es un hapteno. Los haptenos son compuestos de bajo peso molecular que pueden estar unidos por anticuerpos, pero no pueden provocar una respuesta inmune. En consecuencia, los haptenos mismos no son inmunogénicos y no pueden evocar una respuesta inmune hasta que se unen con una molécula inmunogénica portadora más grande. El complejo hapteno-portador, a diferencia del hapteno libre, puede actuar como un inmunógeno y puede inducir una respuesta inmune.
Hasta 1959, los términos inmunógeno y antígeno no se distinguían.

## Proteínas transportadoras usadas
- Hemocianina de lapa californiana (KLH)

Es una proteína respiratoria que contiene cobre, aislada de las lapas de ojo de cerradura (Megathura crenulata). Debido a su distancia evolutiva de los mamíferos, su alto peso molecular y su estructura compleja, generalmente es inmunogénico en animales vertebrados.
- Concholepas Concholepas Hemocianina (CCH)

(también proteína inmunogénica portadora azul) Es una alternativa a KLH aislada de Concholepas concholepas. Tiene las propiedades inmunogénicas similares a KLH pero mejor solubilidad y por lo tanto mejor flexibilidad.
- Albúmina de suero bovino (BSA)

Proviene del suero sanguíneo de las vacas y tiene propiedades inmunogénicas similares a las de KLH o CCH. La forma catiónizada de BSA (cBSA) es una proteína altamente cargada positivamente con una inmunogenicidad significativamente mayor. Este cambio posee un mayor número de posibles antígenos conjugados a la proteína.
- Ovoalbúmina (OVA)

También conocida como albúmina de huevo, OVA es la proteína principal (60-75%) que se encuentra en la clara de huevo de gallina. El OVA es soluble en dimetilsulfóxido (DMSO), que permite la conjugación de haptenos que no son solubles en tampones acuosos. La respuesta inmune se puede mejorar usando un adyuvante inyectado junto con el inmunógeno.

## Adyuvantes inmunológicos
Un adyuvante (del latín adiuvare - ayudar) es cualquier sustancia, distinta del antígeno, que mejora la respuesta inmune por diversos mecanismos: reclutamiento de células profesionales presentadoras de antígeno (APC) en el sitio de exposición al antígeno; aumentar el suministro de antígenos por liberación retardada/lenta (generación de depósito); inmunomodulación por producción de citocinas (selección de respuesta Th1 o Th2); inducción de respuesta de células T (exposición prolongada de complejos péptido-MHC [señal 1] y estimulación de la expresión de coestimuladores activadores de células T [señal 2] en la superficie de las APC) y focalización (por ejemplo, adyuvantes de carbohidratos que se dirigen a receptores de lectina en APCs). Los adyuvantes se han utilizado como aditivos para mejorar la eficacia de la vacuna desde la década de 1920. En general, la administración de adyuvantes se usa tanto en inmunología experimental como en entornos clínicos para garantizar una respuesta de anticuerpos mejorada con memoria de alta calidad/cantidad, donde los antígenos deben prepararse y administrarse de una manera que maximice la producción de una respuesta inmune específica. Entre los adyuvantes comúnmente utilizados se encuentran los adyuvantes completos e incompletos de Freund y las soluciones de hidróxido de aluminio o fosfato de aluminio.